# Холунген
Холунген (њем. Holungen) општина је у њемачкој савезној држави Тирингија. Једно је од 89 општинских средишта округа Ајхсфелд. Према процјени из 2010. у општини је живјело 921 становника. Посједује регионалну шифру (AGS) 16061051.

## Географски и демографски подаци
Холунген се налази у савезној држави Тирингија у округу Ајхсфелд. Општина се налази на надморској висини од 350 метара. Површина општине износи 6,8 km². У самом мјесту је, према процјени из 2010. године, живјело 921 становника. Просјечна густина становништва износи 136 становника/km².